# Husqvarna Svartpilen
La Husqvarna Svartpilen è una famiglia di motociclette prodotta dalla casa motociclistica svedese Husqvarna dal 2018.
La gamma si compone delle versioni 125, 250, 401 e 801 fabbricate in India da Bajaj Auto, e dal modello 701 prodotto in Austria da KTM.
Il nome Svartpilen significa "Freccia Nera" in svedese, mentre Vitpilen si traduce in "Freccia Bianca".

## Storia
Anticipata dall'omonima concept presentato ad EICMA 2014, la Svartpilen 401 è una scrambler compatta disegnata da Kiska che richiama nello stile le motociclette anni sessanta e settanta. La Svartpilen, insieme alla Vitpilen, da cui si distingue principalmente per la colorazione, la sella, il manubrio e gli pneumatici, rientra nel progetto di rilancio del marchio Husqvarna avviato dopo l'acquisizione da parte di KTM (gruppo Pierer Mobility) nel 2013. 
Il modello definitivo viene presentato ad EICMA nel novembre del 2016 e la casa ne annuncia la messa in produzione per il 2017 nello stabilimento KTM di Mattighofen in Austria, dotata del motore monocilindrico KTM da 373 cc prodotto in India.
Successivamente a causa di ritardi logistici, la casa ne posticipa la produzione e ad EICMA 2017 ne annuncia sia il listino prezzi sia un'inedita versione 701 con motore KTM LC4 monocilindrico da 692,7 cc raffreddato a liquido.
La messa in produzione della Svartpilen 401 viene avviata nei primi mesi del 2018 seguita poco dopo dal modello 701.
Oltre ai modelli 401 e 701, la gamma si amplia con la variante 250, presentata a fine 2019 e prodotta e venduta per il solo mercato asiatico. Tale modello monta il motore KTM da 248,76 cc quattro tempi DOHC realizzato anch’esso in India. dove viene lanciato nel febbraio 2020.
Nel dicembre 2019 la produzione della Svartpilen 401 e della Vitpilen 401 viene spostata in India nello stabilimento di Chakan della Bajaj Auto (azionista del gruppo Pierer Mobility). Sulla stessa linea vengono prodotte le KTM della serie 390, modelli che condividono motore e componenti con la Svartpilen 401. La 701 continua ad essere assemblata a Mattighofen in Austria. 
Nel 2020 vengono presentate le versioni MY20 delle Vitpilen e Svartpilen. Il restyling include aggiornamenti tecnici e una rinnovata gamma di colorazioni. Tra le principali novità figurano le sospensioni regolabili di serie e il quick shifter, bidirezionale sulle versioni 701. Inoltre, i modelli 701 vengono equipaggiati con cerchi a raggi.
Nel 2021 viene introdotta la versione MY21 delle 401, che mantiene sostanzialmente inalterata la configurazione tecnica, ricevendo tuttavia nuove colorazioni e l'omologazione Euro 5.
Nello stesso anno debutta la Svartpilen 125, versione di cilindrata ridotta guidabile con patente A1, prodotta anch'essa in India dalla Bajaj. Contestualmente, le 701 escono dal listino. 
Nel 2024 viene presentata la seconda generazione delle Husqvarna Vitpilen 401 e Svartpilen 401. Completamente riprogettate, le nuove versioni adottano un motore aggiornato, più potente rispetto alla generazione precedente. Contestualmente debutta anche la nuova Svartpilen 125 e, per la prima volta, una versione 125 della Vitpilen. Entrambi i modelli si basano, come in passato, sulla piattaforma tecnica della KTM Duke di ultima generazione, pur mantenendo un'identità stilistica autonoma. 
Sempre nel 2024 Husqvarna Motorcycles introduce la Svartpilen 801, seguita successivamente dalla versione gemella Vitpilen 801. Entrambi i modelli sono equipaggiati con un motore bicilindrico parallelo, un telaio a traliccio in acciaio e sospensioni completamente regolabili.